# Liste der Baudenkmale in Takaka
Die Liste der Baudenkmale in Takaka umfasst alle vom New Zealand Historic Places Trust (NZHPT) als „Historic Place“ oder „Historic Area“ eingestuften Baudenkmale und Flächendenkmale der neuseeländischen Ortschaft Tākaka. Die Angaben stammen aus dem Register des NZHPT. Die Bezeichnungen der Baudenkmale orientieren sich an diesem Register. In die Liste werden auch bekannte Wahi Tapu (Area), kulturell und religiös bedeutsame Stätten und Gebiete der Māori, aufgenommen. Sie werden jedoch meist nicht publiziert.

| Bild           | Bezeichnung                     | Ort      | Anschrift                                    | Beschreibung                                             | Bauzeit    | Eintrag           | Nummer | Kat. |
| -------------- | ------------------------------- | -------- | -------------------------------------------- | -------------------------------------------------------- | ---------- | ----------------- | ------ | ---- |
| weitere Bilder | Bank of New Zealand             | Tākaka   | 57 Commercial Street Karte                   | ehem. Bankfiliale                                        | 1914       | 13. Dezember 1990 | 5112   | 1    |
| weitere Bilder | Tākaka Post Office (Former)     | Tākaka   | 73 Commercial Street Karte                   | ehemaliges Postamt                                       | 1900       | 2. April 2004     | 1624   | 2    |
| weitere Bilder | Globe Hotel (Former)            | Tākaka   | 20 Waitapu Wharf Road, Waitapu Karte         | Hotel                                                    | n.a.       | 15. Februar 1990  | 5127   | 2    |
| weitere Bilder | House                           | Tākaka   | 50 Waitapu Wharf Road, Waitapu Karte         | Wohnhaus                                                 | n.a.       | 15. Februar 1990  | 5128   | 2    |
| weitere Bilder | Waitapu Road Tramline           | Tākaka   | State Highway 60 Karte                       | Reste einer historischen Straßenbahntrasse               | 1881 (ca.) | 15. Februar 1990  | 5129   | 2    |
| weitere Bilder | Harwood House                   | Motupipi | Glenview Road Karte (ungenau)                | Wohnhaus                                                 | n.a.       | 15. Februar 1990  | 5137   | 2    |
| weitere Bilder | Pupu Hydro Scheme Historic Area | Tākaka   | 640 Pupu Valley Road Karte                   | Wasserkraftanlage                                        | 1929 (ca.) | 13. Juni 2003     | 7519   | HA   |
| weitere Bilder | Te Waikoropupu                  | Tākaka   | Pupu Valley Road und Pupu Springs Road Karte | für die Maori Bedeutsames Gebiet um eine Süßwasserquelle | n.a.       | 23. Juni 2005     | 7605   | WT   |